# 西美濃十八將
西美濃十八將,是日本戰國時期是美濃國齋藤家统治下西美濃地區的國人眾领主,分別為:相場國信、衣斐光兼、揖斐光親、岩手道高、輕海光顯、國枝正則、郡家光春、小柿長秀、小彈正國家、高橋治平、竹越守久、竹中重治、所信國、林道政、船木義久、松山正定、八居國清和山岸光信